# Збройні сили Судану
Збройні сили Судану (ЗСС; араб. القوات المسلحة السودانية, трансліт. Al-Quwwat al-Musallaha as-Sudaniyah) — збройні сили Республіки Судан. За оцінками МІСД, 2011 року чисельність регулярних збройних формувань становила 109300 військовослужбовців, Протягом 2016–2017 років сили швидкого реагування ЗСС налічували 40000 військовослужбовців, які брали участь в Громадянській війні в Ємені (з них 10000 повернулися до Судану до жовтня 2019).

## Історія
Походження збройних сил Судану можна відслідкувати до шести батальйонів чорношкірих солдатів з південного Судану, завербованих британцями під час завоювання Судану в 1898 році. Судан офіційно став Англо-Єгипетським Суданом 1899 року. Найвищий британський офіцер у Єгипті, відомий як Сірдар, служив також генерал-губернатор Судану. В 1922 році, після національних заворушень стимульованих єгипетським лідером Саадом Сайфулою, Єгипет отримав визнання незалежності від Сполученого Королівства. Єгиптяни хотіли більшого нагляду в Судані та створили спеціалізовані підрозділи суданських допоміжних сил у Єгипетській армії під назвою Аль-Автира. Це стало ядром сучасної суданської армії.
Британська армія сформувала як допоміжні Сили оборони Судану (SDF/СОС) 1925 року. СОС складалися з деякої кількості окремих полків. Більшість з них складалися з мусульманських солдатів та розташовувалися на півночі, лише Екваторійський корпус на півдні складався з християн. Під час Другої світової війни підсилені СОС війська союзників вступили в бій з італійцями в Ефіопії. Також вони брали участь у кампанії в Лівійській пустелі, підтримуючи операції Вільної Франції й Групи пустельної глибинної розвідки біля оаз Куфра та Джалу в Лівійській пустелі. «У 1947 році суданські військові школи були закриті, а чисельність суданських військ скоротилася до 7 570 осіб». У 1948 році вибухнула перша арабо-ізраїльська війна. Суданський полковник Гарольд Салех Аль-Малік відібрав 250 досвідчених солдатів, які брали участь у Другій світовій війні. Вони прибули до Каїра для участі в параді, а потім були скеровані в різні частини єгипетської армії. Це була серйозна помилка, оскільки суданці воювали разом у Другій світовій війні, і це порушило згуртованість підрозділів. Сорок три суданці загинули під час арабо-ізраїльської війни 1948 року. У 1953 році британський і новий єгипетський уряд досягли угоди щодо того, що Судан повинен стати на шлях незалежності. Генерал Ахмед Мохаммед став першим головнокомандувачем армії Судану в серпні 1954 року. Це було вперше, коли суданці мали незалежну армію, яка не керувалася Британією чи Єгиптом.
У липні 1951 року генерал-майор Лашмер Вістлер, командувач СОС, написав у British Army Review (випуск 6, липень 1951 року), що на той момент СОС складалися з чотирьох піхотних/верблюжих підрозділів, полку зв'язку, зенітного артилерійського полку й інших підрозділів. У березні 1954 року британські війська в Судані складалися з одного батальйону, дислокованого в Хартумі, який підпорядковувався генерал-губернатору. Військовим командувачем генерал-губернатора був генерал-майор, командувач британських військ у Судані, який також був командувачем СОС. З 1950 року цю посаду обіймав генерал-майор Реджинальд «Каллі» Скунс. Останні британські війська, 1-й батальйон Королівського Лестерширського полку, покинули країну 16 серпня 1955 року. Усі британські війська покинули країну до кінця серпня 1955 року.
Екваторійський корпус підняв повстання в Ториті 18 серпня 1955 року, незадовго до здобуття незалежності, що спричинило формування партизанського руху Аньяня та Першу громадянську війну в Судані. Рота № 2 Екваторіального корпусу отримала наказ підготуватися до руху на північ для церемонії відзначення виходу останніх британських військ, але замість того, щоб підкоритися, війська збунтувалися разом з іншими південними солдатами на півдні в Джубі, Єї, Йомбо та Мариді. Для придушення заколоту спрямували тисячі північних військ, і до кінця місяця Екваторіальний корпус був «ліквідований».

### Незалежність
«Після заколоту в Ториті 1954 року військовослужбовцям Півночі, які покинули війська після Другої світової війни, було дозволено повернутися до війська, і відбувся додатковий набір».
Після здобуття незалежності 1956 року армію «вважали високопідготовленою, компетентною... силою, але її характер змінився в наступні роки». Однак напередодні незалежності армійські офіцери почали думати про участь у політиці. Чисельність почала збільшуватися, досягнувши 12 000 службовців до 1959 року, а 1972 року вона досягла рівня майже 50 000. Після здобуття незалежності військові, особливо освічений офіцерський корпус, все більше залучалися в політичну діяльність; солдати асоціювали себе з партіями та рухами всього політичного спектру». 17 листопада 1958 року два старші генерали армії, генерал-майор Ібрагім Аббуд, командувач збройними силами, і Ахмад Абд аль-Вахаб захопили владу в результаті військового перевороту. «Переворот у Судані не був захопленням... армії, а був передачею армії. Це був переворот із ввічливості... у відповідь на вимогу вжити надзвичайних заходів...», - заявив голова уряду Абдалла Халіл.
Перша громадянська війна в Судані спалахнула серією дій на півдні наприкінці 1963 та на початку 1964 року. Напади на поліцейські пости та конвої почалися у вересні 1963 року, а найпомітніша рання атака на Збройні сили відбулася в січні 1964 року, коли повстанці напали на казарми в Вау. Президент Аббуд був змушений піти у відставку після демонстрацій, які почалися в середині 1964 року.
Протягом 1969 року суданська армія складалася з приблизно 26 500 осіб, чотирьох піхотних бригад по чотири батальйони кожна, трьох окремих піхотних батальйонів, одного бронетанкового полку, парашутного полку, бронетанкового полку та трьох артилерійських полків. Після здобуття незалежності британські радники допомагали навчати армію та повітряні сили, а британське обладнання переважало в сухопутних військах. Було 50 Alvis Saladin, 60 бронеавтомобілів Ferret і 45 бронеавтомобілів Commando, близько 50 25-фунтових, 40 105-мм гаубиць, 20 120-мм мінометів і 80 40-мм гармат Bofors.
25 травня 1969 року кілька молодих офіцерів на чолі з полковником Джафаром Німейрі захопили владу, вдруге поставивши армію під політичний контроль. З 1969 по 1971 роки військовий уряд – Рада національного революційного командування, що складалася з дев'яти молодих офіцерів і одного цивільного, здійснював владу над переважно цивільним кабінетом. Рада представляла лише фракцію всередині військового товариства. З 1971 року Німейрі очолював більш цивільний уряд. Перша громадянська війна завершилася врегулюванням шляхом переговорів у 1973 році генералом Ісмаїлом. Судан відправив бригаду з піхотою та допоміжними елементами на Синайський півострів як підкріплення єгипетським силам під час війни Судного дня 1973 року. Вона прибула надто пізно, 28 жовтня 1973 року, і не брала участі в боях.
Дипломатичні та військові відносини з Великою Британією й іншими західними країнами були розірвані після арабо-ізраїльської війни в червні 1967 року, і розрив було заповнено тісною військовою співпрацею з Радянським Союзом. Радянська допомога збіглася з різким збільшенням особового складу збройних сил Судану — з 18 000 у 1966 році до майже 50 000 у 1972 році. Основна частина техніки, яка використовувалася сухопутними та повітряними силами протягом 1970-х і до початку 1980-х років, була радянського виробництва, у тому числі танки, артилерія та бойові літаки МіГ.
Друга громадянська війна в Судані знову спалахнула 1982 року і тривала до 2005 року. Збройні сили діяли відповідно до Закону про народні збройні сили 1986 року.

### Епоха Аль-Башира
До моменту перевороту в 1989 році понад п'ятдесят відсотків більшості армійських підрозділів були укомплектовані солдатами та сержантами з Півдня. Переважна більшість з них мали небагато зобов'язань чи відданості уряду – вони приєднувалися за цукор та інші пайки, які видавали солдатам, а також за зарплату. Хоча вони часто добре себе виправдовували в бою, зазвичай здаючись лише тоді, коли їхня їжа та боєприпаси були вичерпані, у них було мало мотивації для наступальних операцій. За президента Омара аль-Башира, який захопив владу в результаті перевороту 1989 року, збройні сили уряду Судану включали Сухопутні війська, Військово-морські сили, Повітряні сили та Сили народної оборони, які були сформовані в 1989 році.
У 1991 році Сухопутні війська були «загалом легкою піхотою, підтримуваною спеціалізованими елементами... [К]онтроль поширювався від штаб-квартири генерального штабу в Хартумі до шести регіональних командувань (центрального, східного, західного, північного, південного, і Хартум). Кожне регіональне командування було організовано за дивізійними лініями. Таким чином, 5-та дивізія була в Аль-Убайїді в Курдуфані (центральне командування), 2-га дивізія була в Хашм Ель-Гірба (східне командування), 6-та дивізія була розташована в Аль-Фашир у Дарфурі (Західне командування), 1-ша дивізія була в Джубі (Південне командування), а 7-ма бронетанкова дивізія була в Ас-Шаджарах на південь від Хартума (Хартумське командування). Повітрянодесантна дивізія базувалася в міжнародному аеропорту Хартум. 3-тя дивізія була розташована на півночі, хоча до неї не було приписано великих військових підрозділів. Кожна дивізія мала офіцера зв'язку, прикріпленого до генерального штабу в Хартумі, щоб полегшити зв'язок дивізії з різними елементами командування. Ця організаційна структура не давала точної картини фактичного розгортання військ. Усі підрозділи були недоукомплектовані. 6-та дивізія в Дарфурі була реорганізованою бригадою з лише 2500 чоловік. Сила підрозділів була різною. Більшість бригад складалися з 1000-1500 військовослужбовців». У 1983 році Кіган зазначив, що північне командування було розташоване в Шенді.
Щоб зменшити тиск на регулярні збройні сили, суданський уряд широко використовував ополченці, такі як Сили оборони Південного Судану. Ця значною мірою символічна коаліція із семи груп була сформована після підписання Хартумської мирної угоди з NIF у 1997 році. SSDF очолив колишній лейтенант Garang Ріек Мачара.
У 2004 році Федеральний дослідницький відділ Бібліотеки Конгресу підрахував, що Народні сили оборони, військове крило Національного ісламського фронту, складалися з 10 000 активних членів із 85 000 резервів. Сили народної оборони були розгорнуті разом із частинами регулярної армії проти різних груп повстанців. У 2005 році відповідно до положень Найвашської всеосяжної мирної угоди спільно з повстанцями Народно-визвольної армії Судану були сформовані об'єднані загони. У цьому відношенні Afdevinfo справді повідомляло, що 1-шу дивізію в Джубі було розформовано.

Прапор 9-ї повітрянодесантної дивізії

У 2007 році за оцінками IISS, SAF мали 104 800 військовослужбовців за підтримки 17 500 воєнізованих формувань. У травні 2009 року Jane's Information Group заявила, що «існує кілька піхотних дивізій, розподілених між [шістьма] регіональними командуваннями. Командувач кожного військового округу традиційно керував командуванням дивізій і бригад на своїй території. Зрозуміло, що є шість піхотних дивізій і сім окремих піхотних бригад; механізована дивізія та окрема мотострілецька бригада; і бронетанкова дивізія. Інші елементи включають батальйон спеціальних сил з п'ятьма ротами; повітрянодесантна дивізія та бригада охорони кордону. Елементи підтримки включають інженерний підрозділ.' Джейн повідомила, що чисельність армії становить 100 000 плюс ополчення.
Jane's Sentinel повідомляє, що 9-ту повітрянодесантну дивізію підтримують дві інженерні бригади. Jane's Amphibious and Special Forces, 2010, містить перелік 9-ї повітрянодесантної дивізії зі штабом у Хартумі, яка включає дві повітрянодесантні бригади та 144-й батальйон спеціальних сил, антитерористичний підрозділ. Також згадується про дві інженерні бригади підтримки сил спеціального призначення. 9-та повітрянодесантна дивізія у 2022 році виконувала завдання на північ від столиці; у січні 2022 року вона зіткнулася з демонстрантами в Омдурмані. У 2010 році повідомлялося, що Республіканська гвардія існувала як підрозділ безпеки президента, очолюваний генерал-майором Халідом Хамадом.
SAF і пов’язані з урядом ополченці брали участь у громадянській війні в Судані, конфлікті в Дарфурі, конфлікті між Суданом і SPLM-N і конфлікті на кордоні Південного Судану та Судану 2012 року. Повідомлялося, що в ході громадянської війни в Ємені десятки суданських солдатів були вбиті в засідці, влаштованій хуситами в мухафазі Хадджа у квітні 2018 року.

### Об'єднані інтегровані підрозділи (2005–2011)
У Всеохоплюючій мирній угоді 2005 року, яка завершила другу громадянську війну, зазначено, що «... протягом попереднього та тимчасового періодів повинні бути сформовані спільні/інтегровані підрозділи з СВС і Народно-визвольної армії Судану (НОАС). ... Вони сформують ядро майбутніх національних збройних сил Судану, якщо результат референдуму ... підтвердить єдність країни, [інакше] JIU розпуститься, і кожен компонент повернеться до своїх материнських збройних сил».
ОІП мали складатися з: (Розділ VI, Заходи безпеки, параграфи 20.13.2.1 і 20.13.2.2)
- 1-ша піхотна дивізія, яка матиме загальну чисельність 9000 офіцерів, сержантів і солдатів і буде розгорнута в районі Екваторії
- 2-га піхотна дивізія, яка матиме загальну чисельність 8000 офіцерів, сержантів і солдатів і буде розгорнута в районі Верхнього Нілу
- 3-тя піхотна дивізія, яка матиме загальну чисельність 7000 офіцерів, сержантів і солдатів і буде розгорнута в районі Бахр-ель-Газаль
- 4-та піхотна дивізія (на відміну від інших дивізій, як 4-та, так і 5-та дивізії є малочисельними дивізіями), яка матиме загальну чисельність 6000 офіцерів, сержантів і солдат і буде розгорнута в південній частині Блакитного Нілу
- 5-та піхотна дивізія, яка матиме загальну чисельність 6000 офіцерів, сержантів і солдатів і буде розгорнута в Південному Кордофані/Нубійських горах
- Окрема бригада, яка буде розгорнута в Хартумі загальною чисельністю 3000 офіцерів, сержантів і солдат
- Буде сформований піхотний батальйон JIU для району Аб'єй

Як повідомляє католицька радіостанція «Голос надії» у Вау, військові сили Салама генерал-майора Елтома Ельнура Далдума, який має минуле мессірійське і діяв у районі Дейм Зубейр, приєднався до збройних сил Судану та став частиною об’єднаних підрозділів у Вау протягом проміжного періоду. Чисельність його бійців оцінювалася в 400 осіб.
Після свого створення Об’єднана рада оборони (JDB) провела перше засідання в січні 2006 року. Раду спільно очолювали генерал-лейтенанти SAF і SPLA. 17 січня 2006 року Національна асамблея прийняла Закон про об’єднані інтегровані підрозділи. ОІП очолював генерал-майор НОАС Томас Сірілло Свака. Але, незважаючи на великі надії, три найсерйозніші порушення режиму постійного припинення вогню ВМУ стали прямим результатом дій батальйонів і бригад ОІП. Недовіра між Північчю та Півднем призвела до того, що JDB намагався забезпечити нагляд та управління ОІП.
Після розпуску ОІП після референдуму про незалежність Південного Судану в 2011 році компоненти НВАС були або інтегровані назад до НВАС, або демобілізовані. Однак компоненти НВАС вважалися менш проблемними, ніж компоненти ЗСС. Багато співробітників ЗСС ОІП були колишніми ополченцями («іншими збройними групами» або OAGs), які були «об'єднані», а не офіційно «включені» до суданської армії. «Окрім звичайних підрозділів ЗСС у таких місцях, як Малакаль і Бор, багато підрозділів ЗСС ОІП родом із районів, де вони служать, і мають міцні родинні зв'язки в цих місцях. Як і у випадку з компонентами НВАС, інтеграція до НВАС або посилення стимулів до демобілізації є єдиними варіантами, які компоненти ЗСС, ймовірно, розглянуть — про рух на північ не може бути й мови».

### Після падіння Аль-Башира (2019–далі)
11 квітня 2019 року збройні сили Судану здійснили державний переворот проти Омара аль-Башира після місяців протестів проти його правління. 3 червня 2019 року збройні сили Судану під керівництвом Сил швидкої підтримки здійснили Хартумську різанину, у результаті чого загинули понад 128 людей.
У статті 10.(a) проекту Конституційної декларації від серпня 2019 року зазначено, що змішана цивільно-військова «Рада суверенітету [була] головою держави, символом її суверенітету та єдності, а також Верховним головнокомандувачем збройних сил, Сил швидкої підтримки та інших військових формувань». У статті 34.(a) зазначено, що «збройні сили та Сили швидкої підтримки є національною військовою установою, яка захищає єдність і суверенітет нації», а в статті 34.(b) зазначено, що відносини між військовою установою та виконавчою владою має бути організовано "Законом про Збройні сили та Законом про сили швидкої підтримки".
28 жовтня 2019 року голова Ради суверенітету Абдель Фаттах аль-Бурхан видав указ про призначення нового військового командування вищого рівня під назвою Генеральний штаб, у тому числі генерал-лейтенанта Мохамеда Османа аль-Хассана як начальника Генерального штабу. ; генерал-лейтенант Абдалла аль-Матарі Хамід, генеральний інспектор збройних сил; декілька заступників керівника апарату; генерал-лейтенанта Ессама Мохамеда-Хассана Карара головнокомандувачем сухопутних військ; контр-адмірал Махджуб Бушра Ахмед Рахма — командувач військово-морськими силами; Генерал-лейтенант Ессам аль-Дін Саїд Коко головнокомандуючим ВПС (та генерал-майор Абдель Хайр Абдалла Нассер Дарджам командувачем Силами протиповітряної оборони). Sudan Tribune інтерпретувала зміни у військовому керівництві як стратегію аль-Бурхана «зміцнити контроль над армією після усунення ісламістських генералів».

## Освіта та навчання
Військовий коледж у Ваді Сайідна, поблизу Омдурмана, був основним джерелом підготовки офіцерів в Судані з моменту його відкриття в 1948 році. Дворічна програма, яка приділяла особливу увагу вивченню політичних і військових наук і фізичній підготовці, давала кваліфікаційний рівень молодшого лейтенанта SPAF. Наприкінці 1970-х — на початку 1980-х років академія випускала в середньому від 120 до 150 офіцерів на рік. Наприкінці 1950-х років приблизно 60 випускників щороку досягли понад 500 на початку 1972 року в результаті мобілізації, спричиненої першим південним повстанням. Студенти з інших арабських і африканських країн також навчалися у Військовому коледжі, і в 1982 році шістдесят угандійців закінчили його як частину внеску Судану у відбудову армії Уганди після усунення Аміна від влади.

## Оснащення
Збройні сили Судану сьогодні оснащені в основному зброєю радянського, російського, китайського, українського та суданського виробництва. У них є компанія з виробництва зброї Військова індустріальна корпорація. Групи експертів ООН по Судану надали значні дані про постачання зброї суданським силам.
Розповсюдження стрілецької зброї в Судані виникло під час окупації країни османськими та єгипетськими військами та колоніальними державами, особливо Великою Британією та Францією, наприкінці XIX та на початку XX століть. Судан мав лише обмежену збройову промисловість до кінця 1990-х років, за винятком лінії виробництва боєприпасів малого калібру. Отже, іноземні джерела зброї, обладнання, амуніції та технічної підготовки були незамінними. Стандартна бойова гвинтівка тепер це варіант H&K G3 національного виробництва Військової індустріальної корпорації і позначається як Динар.
У 2007 році IISS повідомила, що СВС мали 200 основних бойових танків Т-54/55 і 70 легких танків типу 62. До 2011 року IISS зарахувала 360: 20 M-60, 60 Type 59, 270 T-54/55 і 10 «Al Bashier» (Type-85-IIM). «Al-Bashier» є ліцензійною версією танка Type 85M-II. Крім того, повідомляється про програму модернізації Т-55 «Дігна». Також відомо, що китайські танки Type 96 служили в армії Судану. Це безперечно найсучасніші та найпотужніші танки Судану.
IISS повідомив про 218 броньованих машин (6 французьких Panhard AML-90, 60 БРДМ-2, 80 британських Ferret і 30 британських Alvis Saladin) у 2007 році, а також 15 радянських БМП-2. Також повідомлялося про 42 американських M-113, 19 американських LAV-150/V-100 Commando, радянські БТР-152/БТР-50, 20 чеських або польських OT-62/OT-64. У 1981–1986 роках було замовлено 104 єгипетських Walid.
У 2011 році IISS оцінив, що Судан мав понад 778 артилерійських гармат, у тому числі 20 американських M-101, 16 Д-30, радянських Д-74, радянських М-30 і 75 радянських 130-мм М-46/Type-59-I. У 2011 році IISS оцінив, що армія мала 20 одиниць самохідної артилерії, у тому числі 10 радянських 2С1 «Гвоздика» та 10 французьких (AMX) Mk F3. Ракетні системи залпового вогню на озброєнні включають радянські 122-мм БМ-21 «Град» і китайські PHL-81.
Також у 2013 році повідомлялося про радянські міномети М43 (120 мм). Повідомляється, що протитанкова та зенітна зброя включала кілька британських установок Swingfire, 54 радянських 9K32 Стріла-2 (SA-7 Graal) і велику кількість різних зенітних гармат.
Основні бойові танки Т-72, мобільні системи ППО FB-6A, мобільні системи ППО 9K33 Оса і РСЗВ WS1 і WS2 також були помічені у збройних силах Судану.[джерело?]
Бронемашини виробляються, обслуговуються та ремонтуються на комплексі Ельшахід Ібрагім Шамс ель Дін у Хартумі.

## Повітряні сили
Повітряні сили Судану експлуатують ударні гелікоптери Мі-24, навчально-тренувальні літаки Karakuram K-8, винищувачі МіГ-29, а також штурмовики Су-25, Су-24, F-5 і Nanchang Q-5 «Фантан». Невдовзі після того, як у листопаді 1976 року домовилися надати Судану певну зброю, Сполучені Штати продали суданські транспортні літаки, купівлю яких фінансувала Саудівська Аравія, а через кілька років — бойові літаки F–5.
У Ваді Сайїдна знаходиться давно створений тренувальний центр і авіабаза, де деякий час використовувала J-7 винищувально-штурмова ескадрилья № 2 ПСС.
У збройних силах загинуло значна кількість старшого особового складу в кількох авіакатастрофах у 2001 році та в серпні 2012 року.

## Військово-морські сили

Військово-морський прапор

Візит Йосипа Броз Тіто, президента Югославії, до Судану в 1959 році допоміг створити поштовх для створення суданського флоту. Югославія відіграла важливу роль у створенні, навчанні та постачанні суден для ВМС Судану. Спочатку Югославія надала чотири прибережні патрульні катери. Зрештою їх було засновано в 1962 році для патрулювання узбережжя Червоного моря та річки Ніл.
У 1971 році британська Оборонна розвідка заявила, що ВМС складаються з шести патрульних кораблів, двох десантних кораблів і трьох допоміжних кораблів з базою в Порт-Судан. У 1999 році оціночна чисельність ВМС становила 1300 офіцерів і солдатів. Згідно з повідомленнями, бази були в Порт-Судані та Фламінго-Бей на Червоному морі та в Хартумі. Військово-морський флот мав два 70-тонні 75-футові прибережні патрульні катери класу Kadir (Kadir і Karari), обидва передані з Ірану до Судану в 1975 році, а також шістнадцять прибережних патрульних катерів і два кораблі постачання:
- 4 патрульні катери класу «Курмук».
- 1 патрульний катер типу Swiftship
- 2 патрульні катери колишньої Югославії (класу «Кралевіца»)
- 3 патрульний корабель типу Сьюарт
- 2 амфібії/транспортні катери/човни постачання класу Sobat

За оцінками Міжнародного інституту стратегічних досліджень на 2004 рік, військово-морський флот мав 1800 осіб і базу в Марса Гваяві в Червоному морі. До 2017 року оцінки IISS для військово-морського персоналу впали до 1300 осіб.

## Іноземна військова допомога
Відносини з Радянським Союзом охолонули наприкінці 1970-х років, і Судан звернувся до Китаю та Британії за навчанням та обладнанням. Крім того, Судан отримав фінансування від арабських держав, зокрема Саудівської Аравії, на закупівлю західного обладнання. Однак до 1985 року найтісніші військові зв’язки Судану були з Єгиптом, визначені 25-річною оборонною угодою, підписаною в 1976 році. Угода передбачала спільне планування та персонал; єгиптяни також постачали Судану боєприпаси та різні види озброєння, такі як протитанкові ракети та бронетранспортери. Аль-Башир підтвердив угоду після державного перевороту 1989 року, але єгиптяни відмовилися надати додаткову військову допомогу після того, як Судан відмовився засудити вторгнення Іраку в Кувейт у 1990 році.
Військова допомога США Судану спочатку полягала в основному в навчанні невеликої кількості суданських офіцерів. Між 1979 фінансовим роком (ФР) і 1982 фінансовим роком кредити на військові продажі зросли з 5 мільйонів доларів США до 100 мільйонів $США. Крім авіації, США надали Судану артилерію, бронетранспортери, броньовики Commando і танки M-60. Грантова допомога США досягла піку в 101 мільйон доларів США в 1982 фінансовому році. Судан надав Сполученим Штатам військово-морські об'єкти у Порт-Судані та надав Центральному командуванню Сполучених Штатів деякі права на передавання в аеропорти військової техніки для використання контингентами. У 1981 і 1983 роках сили Судану та США брали участь у багатонаціональних навчаннях «Яскрава зірка».
Коли в 1983 році в Південному Судані поновилася громадянська війна, Сполучені Штати скоротили військові гранти та кредити. Після 1987 фінансового року допомога не надавалася, за винятком менше ніж 1 мільйона доларів США на рік для підвищення кваліфікації офіцерів ЗСС та технічного обслуговування раніше поставленого обладнання. Вашингтон призупинив військову допомогу в 1989 році згідно з положенням Закону США про іноземну допомогу, який забороняє допомогу країнам, які мають заборгованість по відсотках за попередніми позиками. У березні 1990 року Сполучені Штати застосували положення закону, яке забороняло надавати допомогу режимам, які скидають демократичний уряд. Сполучені Штати припинили продажі зброї Судану наприкінці 1992 року, а Європейський Союз ввів проти Судану ембарго на постачання зброї в 1994 році. Однак ці дії не вплинули на здатність Судану поповнити свої арсенали.
За даними Агенції з контролю над озброєннями та роззброєння США, Судан отримав близько 350 мільйонів доларів США у вигляді військової зброї та обладнання між 1983 і 1988 роками. Сполучені Штати були найбільшим постачальником, на суму 120 мільйонів доларів США. Китай і Франція надали по 30 мільйонів доларів США, а Велика Британія – 10 мільйонів доларів США. Близько 160 мільйонів доларів США надійшли з невстановлених джерел, ймовірно, переважно з Єгипту та Лівії, а також у вигляді закупівель від інших західних постачальників, які фінансуються арабськими країнами.
Різні країни Близького Сходу та Перської затоки, зокрема Іран і Лівія, а також Єгипет, надали понад 2 мільярди доларів «економічної допомоги» у 1970-х роках, більшу частину якої Хартум використав для закупівлі зброї. Крім того, кожен із сусідів Судану надавав зброю та/або притулок різним антихартумським повстанським групам і ополченцям. З початку 1990-х років принаймні 34 країни експортували боєприпаси, легку та стрілецьку зброю до Судану. За останні роки надійні джерела припустили, що в Судані було від 1,9 до 3,2 мільйона одиниць стрілецької зброї. Приблизно одна п'ята цієї зброї зберігалася урядом Судану та/або прохартумськими ополченцями.
На початку 2000-х Судан був одним із головних споживачів зброї в Африці. Як і в попередні десятиліття, Судан продовжував покладатися на низку постачальників, серед яких Білорусь, Китай, Єгипет, Іран, Румунія, Росія, Польща та Південна Африка, для боєприпасів, бронетехніки, гелікоптерів, гаубиць, піхотних боєприпасів, транспортних засобів, штурмової та винищувальної авіації, реактивних системи залпового вогню, основних бойових танків та транспортної авіації. Крім того, Китай контролював збірку зброї та допомагав у будівництві збройових заводів.
Судан виробляв принаймні невелику кількість боєприпасів для легкої зброї на початку 1960-х років, але потужності країни з виробництва зброї значно розширилися з відкриттям промислового міста GIAD на південь від Хартума в жовтні 2000 року. Під егідою Військово-промислової корпорації Міністерства оборони машинобудівні та промислові підприємства виробляли або імпортували ряд обладнання та технологій для сухопутних і повітряних сил. Хоча інформація була обмежена, на початку 2000-х це обладнання включало важку та легку артилерію, протитанкові та зенітні гармати, кулемети та стрілецьку зброю, танки та бронетранспортери, а також боєприпаси до цієї зброї; країна також отримала можливість збирати та обслуговувати літаки, включаючи винищувачі та вантажні літаки та гелікоптери.
SPLM/A під керівництвом покійного Джона Гаранга регулярно звинувачувала СВС у використанні хімічної зброї в Південному Судані, але ці звинувачення ніколи не були підтверджені. Те ж саме стосувалося звинувачення США в 1998 році в тому, що фабрика Al-Shifa Pharmaceuticals Industries у Північному Хартумі розробляла хімічну зброю або хімічні речовини-прекурсори, що призвело до бомбардування заводу Сполученими Штатами. Подібним чином повідомлення в новинах у 2004 році про те, що суданські та сирійські війська випробували хімічну зброю проти мирного населення в Дарфурі, ніколи не підтверджувалися. Деякі незалежні спостерігачі стверджують, що Гаранг зі свого боку використовував проблему хімічної зброї як кампанію з дезінформації проти Хартума та Вашингтона.

## Додаткова література
- W.H. Besant (April 1934). The Early Days of the Egyptian Army, 1883–1892. African Affairs. XXXIII (CXXXI). doi:10.1093/oxfordjournals.afraf.a100747.
- Bienen, H.S., and J. Moore, 'The Sudan Military Economic Corporations,' Armed Forces and Society Vol. 13, No. 4, 1987, pp. 489–516
- Mohamed Ahmed Karar's book, Al-Jaysh Al-Sudani Wa Al-Inqaaz "The popular army and the NRC" translated as 'The Sudanese Army and National Salvation' (Khartoum, Sudan: Dar Al-Balad Publisher, 1990)
- Jago Salmon, A Paramilitary Revolution: The Popular Defence Forces, Small Arms Survey HSBA Working Paper No.10, December 2007
- Small Arms Survey, Joint Integrated Units
- US Army Area Handbook for the Republic of Sudan, Dept of the Army Pamphlet No 550-27, Second Edition, 1964
- ‘New War, Old Enemies: Conflict Dynamics in South Kordofan’, by Claudio Gramizzi and Jérôme Tubiana, now available for downloading at  [Архівовано 10 червня 2016 у Wayback Machine.]